# Arthur Lakes
Arthur Lakes (Martock, 21 dicembre 1844 – Nelson, 21 novembre 1917) è stato un geologo, scrittore, pittore e medico britannico.
Ha elaborato gran parte del suo lavoro sul campo geologico e paleontologico in schizzi e acquerelli. A Lakes va il merito di aver decifrato con successo gran parte della geologia del Colorado e, come geologo economico, di aver guidato l'esplorazione mineraria, molto importante per il suddetto Stato. 
Era un professore part-time in quella che in seguito divenne la Colorado School of Mines. Dopo aver inviato un campione di vertebra fossilizzata (dalla Formazione Morrison negli Stati Uniti) a Othniel Charles Marsh, nel 1877, fu quindi impiegato da Marsh per cercare altre scoperte, nella cosiddetta Guerra delle ossa. Continuò a portare alla luce resti fossili di Stegosaurus, Apatosaurus, Camptosaurus, Tyrannosaurus rex e Allosaurus.

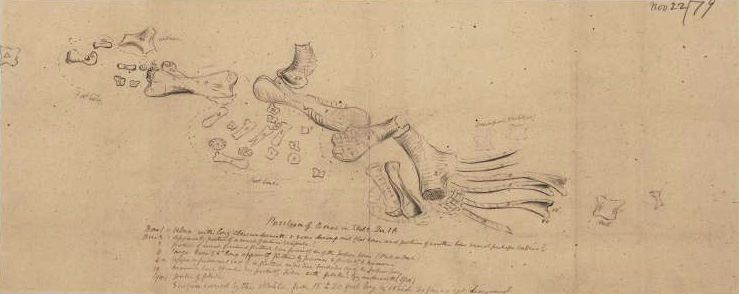
Schizzo di ossa disegnato da Arthur Lakes, 1879

Sebbene fosse impiegato da Marsh, Lakes fu visitato da Edward Drinker Cope, avversario di Marsh nella Guerra delle ossa, mentre lavorava a Como Bluff. Sebbene non ne avesse intenzione, Lakes fu la causa dell'aumentata animosità tra Cope e Marsh, collaborando con entrambi. Lakes fece la scoperta originale dei fossili nella formazione del Dinosaur Ridge vicino a Morrison, in Colorado. Lakes perforò diversi pozzi petroliferi di prova nell'area di Golden e Morrison, ma non riuscì a produrre pozzi.
Durante questo periodo, lavorò anche come insegnante in quella che ora è la Colorado School of Mines e come sacerdote. Quando si ritirò dalla caccia ai fossili, continuò a lavorare per lo United States Geological Survey. Ha curato una serie di riviste geologiche e minerarie. La sua firma appare su oltre 800 articoli di giornali e riviste. Lakes e i suoi due figli alla fine entrarono in affari come ingegneri minerari, trasferendosi dal Colorado a Ymir nella Columbia Britannica, nel 1912. Arthur Lakes morì lì nel 1917, ancora "abbronzato dalla vita all'aria aperta che conduceva".